# Obična repnica
Obična repnica (barica obična, sveta barbara, lat. Barbarea vulgaris), dvogodišnja je biljka iz roda Barbarea, porodice Brassicaceae. Mlada se biljka može jesti kao salata. Sadrži od 100 - 140 mg vitamina C i do 10 mg vitamina A. Naraste do najviše 100 cm visine. Stručak je biljke rebrast i gladak, lisna rozeta iz koje raste tamno je zelene boje. Cvate žutim cvjetovima, od travnja do lipnja. Plod je do 30 mm duga mahuna. Domovina joj je Euroazija, a u Sjevernoj je Americi naturalizirana.

## Vanjske poveznice
PFAF database Barbarea vulgaris